# NCAA美式足球系列
NCAA美式足球是由EA Sports制作、艺电发行的美式足球模拟游戏系列，第一作《Bill Walsh College Football》于1993年推出。系列与《Madden NFL系列》可以称为兄弟之作。
2014年7月，NCAA（國家大學體育協會）宣布由于一系列前大學球员的诉讼，不再给予艺电使用NCAA品牌的许可。